# Höflein (forte romano)
Il forte romano di Höflein era un piccolo avamposto militare che faceva parte della catena di postazioni militari presenti lungo il limes danubiano nel settore pannonico. Si trova nei pressi della cittadina di Höflein della Bassa Austria, nel distretto di Bruck an der Leitha. Vi erano quindi nelle sue immediate vicinanze tre diverse torrette di avvistamento, lungo una strada militare che costeggiava il grande fiume.

## Posizione
Il sito si trova a circa 5 km a sud di Höflein lungo il Danubio ed a 5 miglia a nord del capoluogo Bruck/Leitha. Il fortino sorgeva sulla cosiddetta "Kirchberg" che ora si trova completamente sepolta sotto la chiesa parrocchiale di St. Ulrich e l'annesso cimitero. Nelle vicinanze c'erano tre torri di guardia romane:
- la prima a 2 km a nord di Höflein;
- la seconda a 2 km in direzione est nei vigneti del "corridoio del Gaisbergen";
- la terza a 4,3 km di distanza nella stessa direzione nel "Sulz".

Gli ultimi due si trovavano a fianco della strada romana che conduceva a Carnuntum e poi a Scarbantia.

## Storia del sito
Höflein è noto da parecchio tempo come fonte di reperti romani. Fin dal 1846 fu trovato il coperchio di sarcofago, dotato di un'iscrizione, oltre ad una tegula con il timbro della legio XIV Gemina. A questi reperti seguì il ritrovamento di una stele funeraria, oggi depositata presso il Museo di Vienna. Importanti furono anche due iscrizioni su pietra con dediche, uno ad un beneficiarius consularis e una ad un custos armorum rinvenute presso la necropoli lungo la Kirchberg.

## Fortino romano

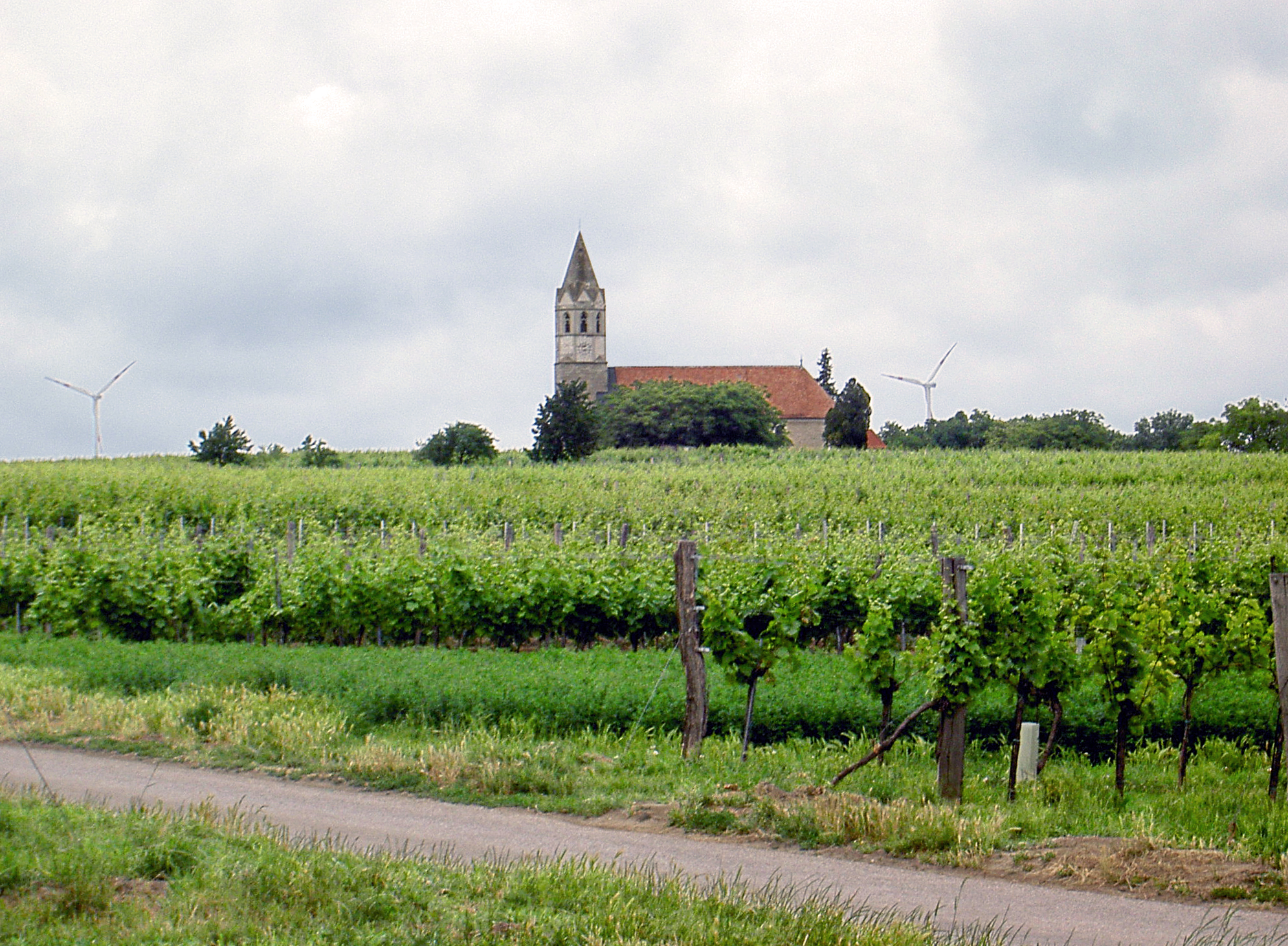
Vista della chiesa parrocchiale di St. Ulrich e del vicino cimitero al di sotto del quale si trovava il piccolo fortino romano

Il forte era a forma leggermente irregolare, spostato nella parte sud-est della piazza, con angoli arrotondati e misurava 61,85-64,50 metri per 52,50-54,75 (ognuno dei quali si riferisce esclusivamente ai tratti rettilinei del muro) e copriva circa l'area del cimitero che circonda la chiesa. Le fondazioni sono ancora visibili nella parte est e nord-ovest, il lato ovest è stato quasi completamente distrutto. A nord e a sud non è stato possibile analizzarlo. Il forte aveva intorno un fossato largo 4–5 m e 1,20-1,40 m di profondità, con un vallum interno largo mediamente 0,80-1,20 m.